# Škoda Felicia
El Škoda Felicia es un automóvil de turismo producido por el fabricante checo de autos Škoda entre los años 1994 y 2001. Éste era uno de los primeros modelos que Škoda Auto mejoró gracias a la entrada en el capital de la compañía del gigante automovilístico alemán Volkswagen.

## Historia
El Škoda Felicia fue presentado al público por primera vez en octubre de 1994 sobre el Puente Carlos en Praga. La producción del modelo comienza en octubre de 1994. En 1998, el Felicia y la Felicia Combi recibieron un rediseño exterior. El cambio visual más obvio era una parrilla de radiador rediseñada y parachoques más grandes, pero los cambios también incluyeron mejoras menores a los bastidores para mejorar la seguridad en caso de colisión del coche. Su producción se concluyó oficialmente para junio de 2001, un año después del lanzamiento del Škoda Fabia, después de haber sido fabricados un total de 1.416.939 unidades.

## Descripción
El nombre Felicia ya había sido usado anteriormente por la compañía checa en los 60 para designar a los coches deportivos biplaza que fabricaban y que fueron muy populares en el exterior, siendo su producto bandera en dicha época. El nuevo Škoda Felicia ya fue una adaptación con sustantivas mejoras de la mecánica y acabados, además de su exterior, derivada de los componentes del Favorit, pero con un diesño más actual, una gama de motores más modernos y con nuevas características, como un frontal rediseñado, y una gama más amplia de motores, gracias a la colaboración del Grupo Volkswagen, y a las mejoras que introdujeron en el Felicia y en otros modelos. 
Tras la adquisición de Škoda por parte del conglomerado alemán Volkswagwen, la imagen de Škoda en Europa occidental mejoró, y tiempo después se anunciaron a los primeros coches de la Škoda impulsados por motores diésel, aparte se hizo gran hincapié en incorporar a la seguridad de todos los modelos mejoras de las cuales Škoda no disponía sino como opcionales, introduciendo adelantos como el sistema de antibloqueo de frenado o las bolsas de aire para el conductor y su acompañante. 

## El Škoda Felicia en los mercados
En las Américas, dicho coche se ganó su reputación gracias a su economía en consumo, baja cota de mantenimiento, y a su robustez y fiabilidad, pero siempre resultó criticado por su debilidad en su suspensión y componentes de la misma, ya que por el estado de las vías de países como Colombia, Perú y Ecuador, el auto se veía sometido a duros tratos, haciéndose difícil ver su suspensión en buen estado, principalmente viendo daño en su eje de dirección, las tijeras y juntas cinéticas de las mismas, víctimas éstas del maltrato y del mal estado de muchas de las carreteras por donde transita. Dicho problema encontró solución sobre todo en las versiones que disponen de los motores de la Volkswagen, que incorporan más componentes y tecnologías provenientes de la casa alemana.
Aún como coche usado, es una buena opción y muy válido a tener en cuenta, ya que por su dureza y fiabilidad son coches económicos, pero debiéndose tener en cuenta que la versión con motor de la Volkswagen es más fácil de poseer, debido a que aún se pueden encontrar repuestos para su reparación, siendo ya difícil de encontrar las partes de recambio (sobre todo en el motor) de los coches con motorización de la Škoda, que fueron los más comerciados.
En un mercado tan exigente como el inglés, al Škoda Felicia se le catalogó según los expertos consultados como el coche más agradable de poseer, dada su fiabilidad y facilidad en el mantenimiento. Cuando su tiempo de comecialización cesó en el Reino Unido, más allá del 2000, más de 76,000 unidades habían sido vendidas, y aún en el año 2011 al menos sobreviven algo más de 30 000 ejemplares registrados.

## Variantes
El Škoda Felicia fue introducido en el mercado con una gran variedad de estilos, tanto para el empleo personal como profesional. El modelo básico era un hatchback de cinco puertas, y a partir de junio de 1995 se introdujo la versión Škoda Felicia Combi (de carrocería station wagon). Hubo también una versión pickup, denominada Felicia Pickup, que fue exportada a algunos países con la designación Volkswagen Caddy, siendo comerciada con su designación original en centro y Suramérica ante el reposicionamiento de la marca checa en dichos mercados, y una furgoneta de panel denominada un Felicia VanPlus, solamente vista en Europa y algunos países angloparlantes.
La capacidad de equipaje en la versión hatchback era de 272 litros con el asiento trasero en la posición derecha, y esto aumentado a 976 litros con el asiento trasero doblado en su totalidad. Para la versión Combi, las capacidades fueron de 447 y 1.366 litros respectivamente.

## Motorizaciones
| Motor              | Desplazamiento (c.c.3) | Potencia              | Consumo de combustible | Aceleración máxima | Aceleración máxima | Aceleración máxima | Aceleración máxima | Aceleración (0-100 km/h) | Aceleración (0-100 km/h) | Aceleración (0-100 km/h) | Aceleración (0-100 km/h) | Sistema de combustible                                                                        |
| Motor              | Desplazamiento (c.c.3) | Potencia              | Consumo de combustible | Hatchback          | Combi              | Vanplus            | Pickup             | Hatchback                | Combi                    | Vanplus                  | Pickup                   | Sistema de combustible                                                                        |
| ------------------ | ---------------------- | --------------------- | ---------------------- | ------------------ | ------------------ | ------------------ | ------------------ | ------------------------ | ------------------------ | ------------------------ | ------------------------ | --------------------------------------------------------------------------------------------- |
| Motores a gasolina |                        |                       |                        |                    |                    |                    |                    |                          |                          |                          |                          |                                                                                               |
| Š 781.135          | 1289 cm³               | 43 kilovatios (58 HP) |                        | 145 km/h           | 145 km/h           | 130 km/h           | 135 km/h           | 18 s                     | 19 s                     | 18 s                     | 15 s                     | Motor alimentado por un carburador y usa gasolinas con plomo (sólo en modelos de exportación) |
| Š 781.135 B        | 1289 cm³               | 40 kilovatios (54 HP) |                        | 151 km/h           | 151 km/h           | 138 km/h           | 146 km/h           | 18 s                     | 19 s                     | 18 s                     | 17 s                     | Inyección de combustible monopunto BMM                                                        |
| Š 781.136 B        | 1289 cm³               | 50 kilovatios (67 HP) |                        | 151 km/h           | 151 km/h           | 145 km/h           | 149 km/h           | 16 s                     | 17 s                     | 16 s                     | 15 s                     | Inyección de combustible monopunto BMM                                                        |
| Š 781.135 M        | 1289 cm³               | 40 kilovatios (54 HP) | 6,4 l/100 km           | 155 km/h           | 155 km/h           | 149 km/h           | 155 km/h           | 15,5 s                   | 16,5 s                   | 15 s                     | 14 s                     | Sistema de inyección multipunto Siemens Simos 2P                                              |
| Š 781.136 M        | 1289 cm³               | 50 kilovatios (67 HP) | 6,7 l/100km            | 162 km/h           | 162 km/h           | 155 km/h           | 161 km/h           | 13,5 s                   | 14 s                     | 15 s                     | 14 s                     | Sistema de inyección multipunto Siemens Simos 2P                                              |
| AEE 1,6 MPI        | 1598 cm³               | 55 kilovatios (74 HP) | 6,9 l/100km            | 170 km/h           | 170 km/h           | 154 km/h           | 161 km/h           | 12 s                     | 13 s                     | 13,5 s                   | 12,5 s                   | Sistema de inyección multipunto provisto por Magneti Marelli                                  |
| Combustible diésel |                        |                       |                        |                    |                    |                    |                    |                          |                          |                          |                          |                                                                                               |
| AEF 1,9 D          | 1896 cm³               | 47 kilovatios (63 HP) | 5,8 l/100km            | 156 km/h           | 156 km/h           | 140 km/h           | 150 km/h           | 16,5 s                   | 17,5 s                   | 17,5 s                   | 16,5 s                   | motor diésel                                                                                  |
| 1. 2. 3.           |                        |                       |                        |                    |                    |                    |                    |                          |                          |                          |                          |                                                                                               |

## Galería de imágenes

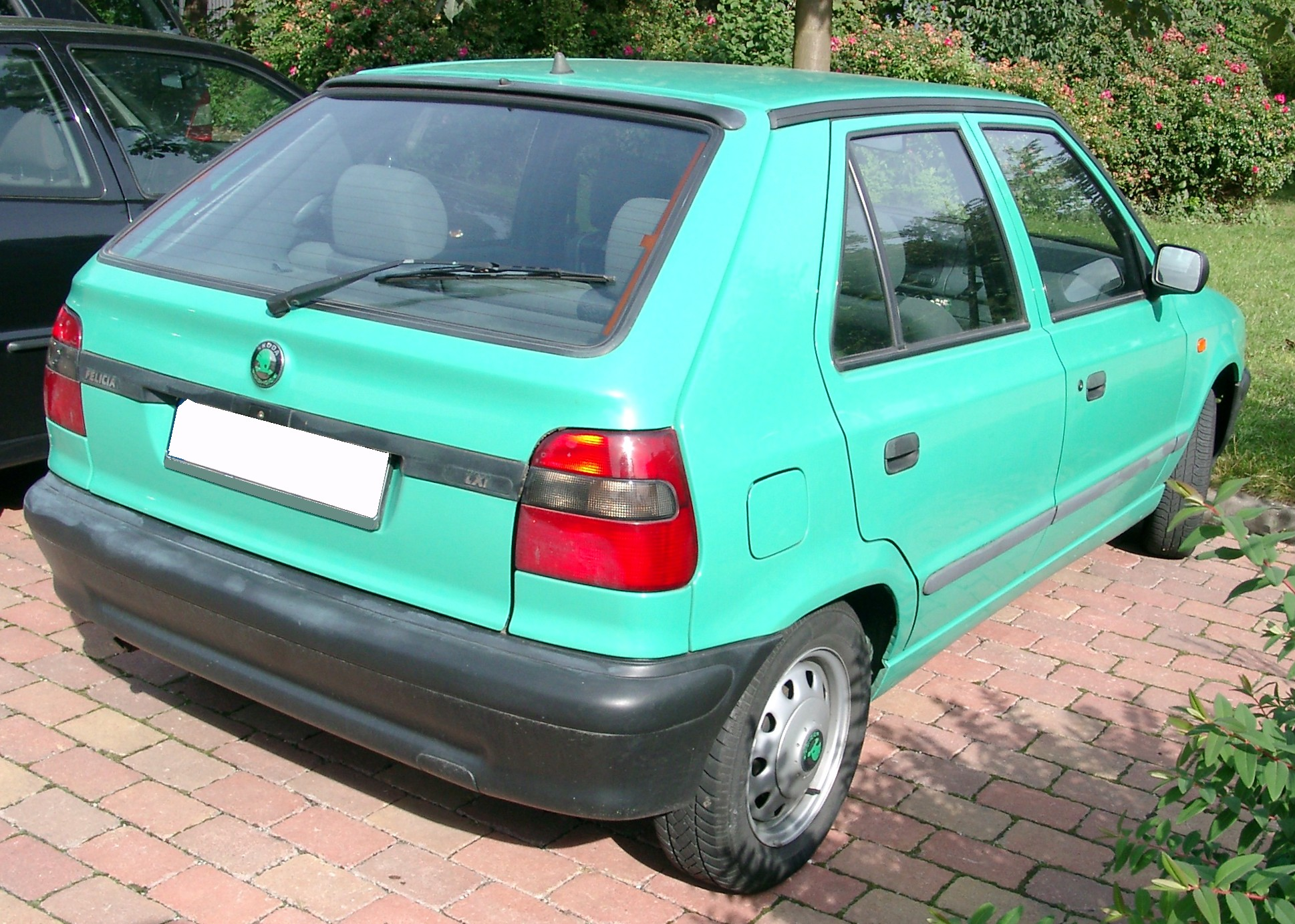
Vista trasera
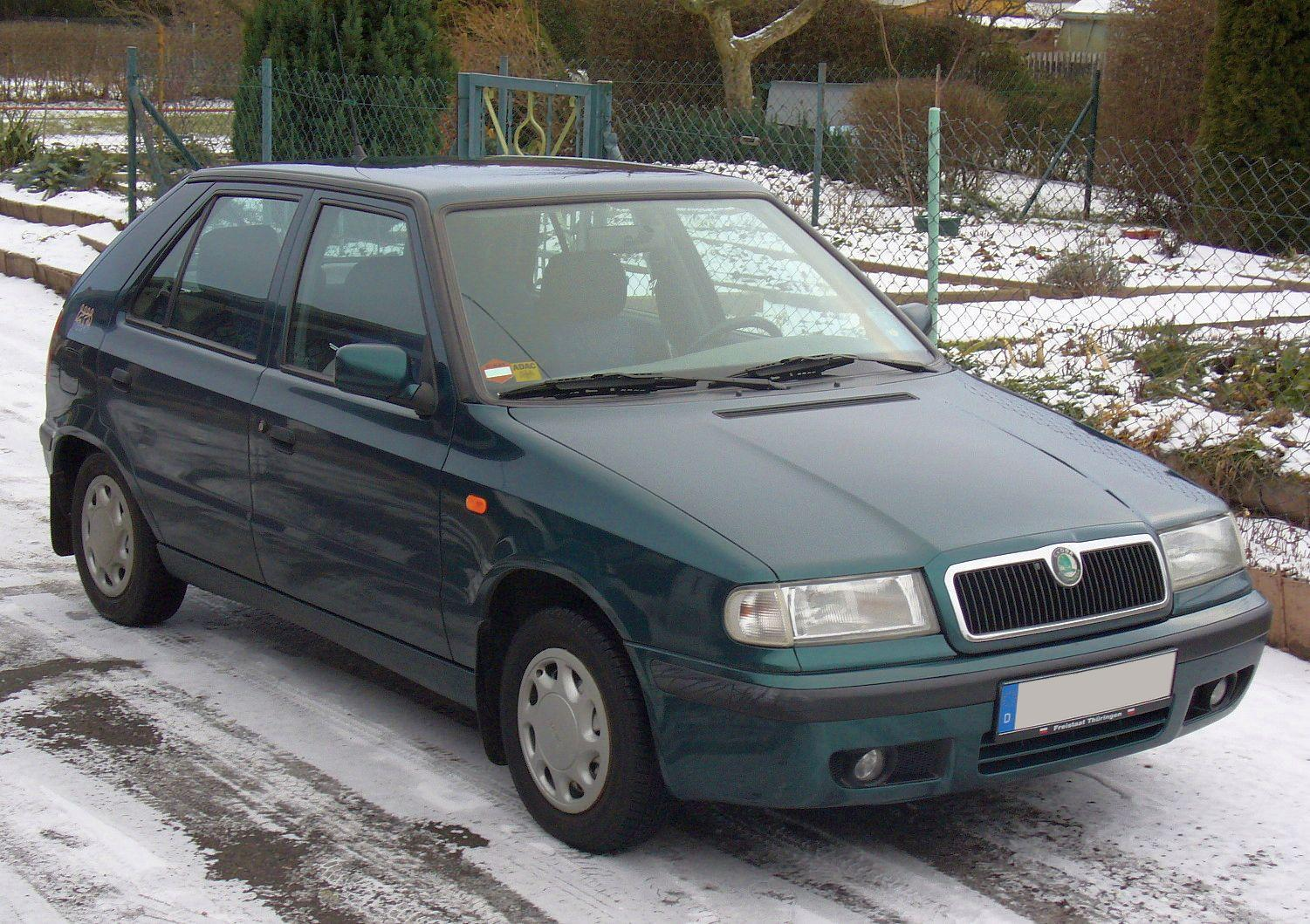
Restyling
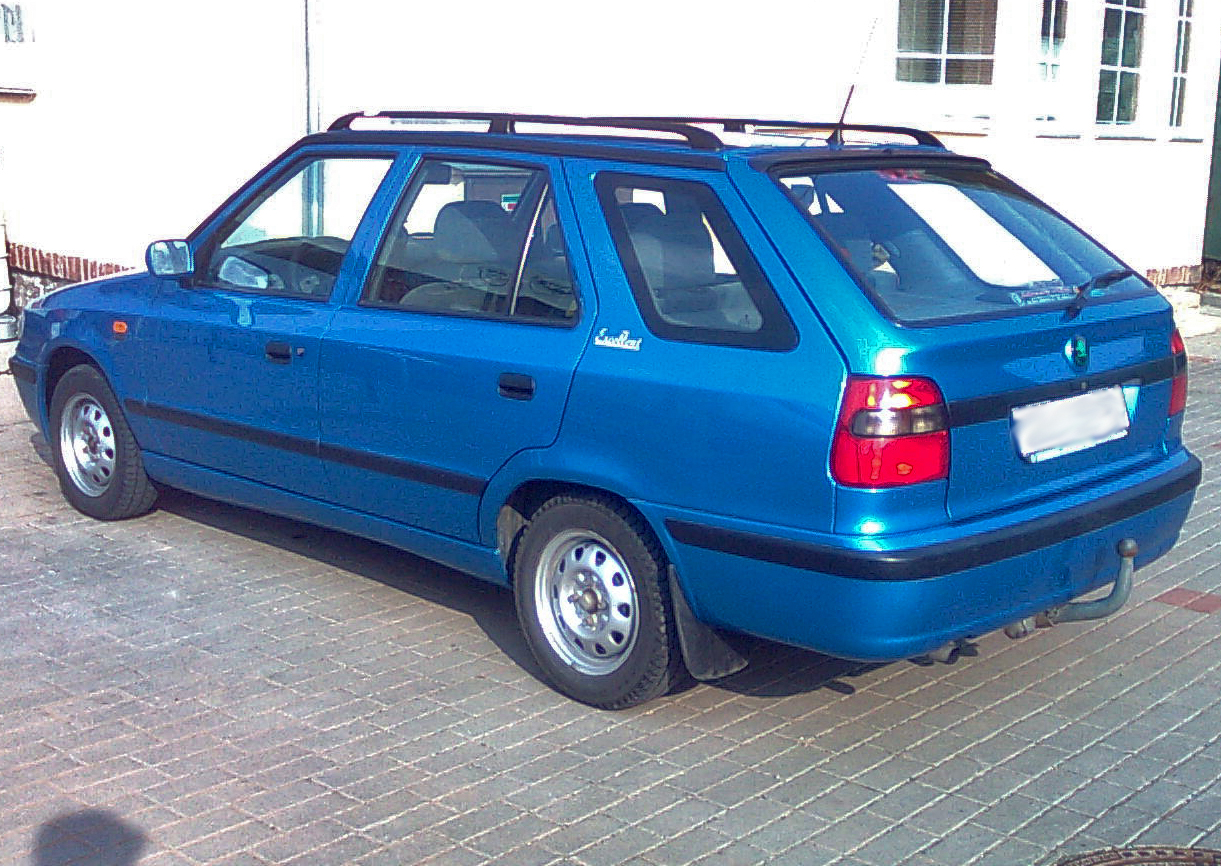
Combi
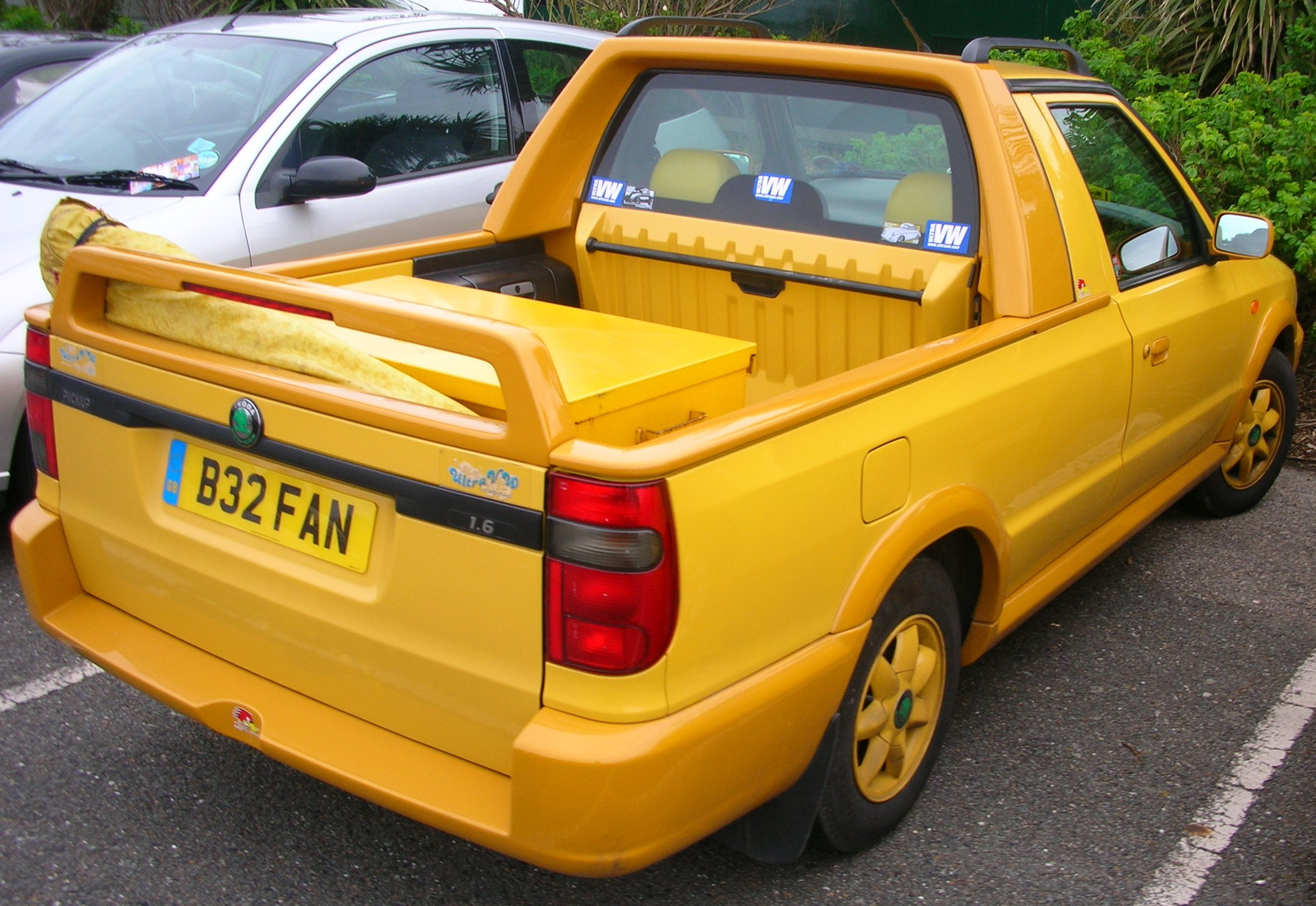
Fun
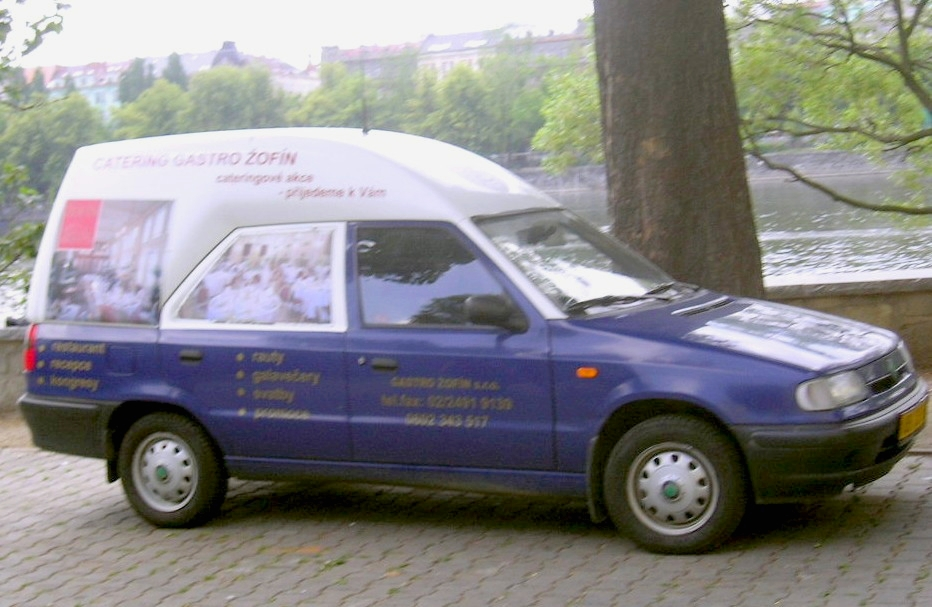
Van-plus